# Pseudolysimachion spurium
Pseudolysimachion spurium là một loài thực vật có hoa trong họ Mã đề. Loài này được (L.) Rauschert miêu tả khoa học đầu tiên năm 1966.